# Alpheus californiensis
Alpheus californiensis är en kräftdjursart som beskrevs av Edward Morell Holmes 1900. Alpheus californiensis ingår i släktet Alpheus och familjen Alpheidae. Inga underarter finns listade i Catalogue of Life.